# Dorcus bandaensis
Dorcus bandaensis es una especie de coleóptero de la familia Lucanidae.

## Distribución geográfica
Habita en las islas de Banda (Indonesia).